# Němčičky, Břeclav
Němčičky là một làng thuộc huyện Břeclav, vùng Jihomoravský, Cộng hòa Séc.